# Ivo Baldi Gaburri
Ivo Baldi Gaburri (Città di Castello, 27 marzo 1947 – Huaraz, 11 giugno 2021) è stato un vescovo cattolico italiano.

## Biografia
È nato il 27 marzo 1947 a Città di Castello, sede dell'omonima diocesi da Domenico e Anna Gaburri.

### Formazione e ministero sacerdotale
Ha compiuto gli studi liceali nel seminario vescovile di Città di Castello e quelli filosofici e teologici nel Pontificio seminario regionale umbro Pio XI di Assisi.
È stato ordinato presbitero il 9 ottobre 1971 nella cattedrale di Città di Castello dal vescovo Diego Parodi, amministratore apostolico della diocesi di Città di Castello.
Nell'ambito dell'Operazione Mato Grosso, si è occupato in Italia dei gruppi giovanili e poi nel 1975 è andato missionario fidei donum in Perù. Qui, dopo aver svolto l'incarico di parroco, è stato rettore del seminario di Pomallucay nella prelatura di Huarí e poi vicario generale della stessa prelatura.

### Ministero episcopale
Il 14 dicembre 1999 papa Giovanni Paolo II lo ha nominato vescovo di Huaraz; ha ricevuto l'ordinazione episcopale il 6 gennaio 2000 dal papa in persona, coconsacranti l'arcivescovo e futuro cardinale Giovanni Battista Re, sostituto per gli affari generali della Segreteria di Stato, e l'arcivescovo Marcello Zago, segretario della Congregazione per l'evangelizzazione dei popoli. Ha preso possesso canonico della diocesi il 25 marzo seguente.
Il 4 febbraio 2004 lo stesso papa lo ha nominato vescovo prelato di Huari; ha preso possesso della prelatura il successivo 29 maggio.
Il 2 aprile 2008 papa Benedetto XVI ha elevato al rango di diocesi la prelatura di Huari e contestualmente lo ha nominato primo vescovo della diocesi.
È morto l'11 giugno 2021, all'età di 74 anni, nella clinica San Paolo di Huaraz, dopo alcune settimane di degenza dopo aver contratto il COVID-19.

## Genealogia episcopale
La genealogia episcopale è:
- Cardinale Scipione Rebiba
- Cardinale Giulio Antonio Santori
- Cardinale Girolamo Bernerio, O.P.
- Arcivescovo Galeazzo Sanvitale
- Cardinale Ludovico Ludovisi
- Cardinale Luigi Caetani
- Cardinale Ulderico Carpegna
- Cardinale Paluzzo Paluzzi Altieri degli Albertoni
- Papa Benedetto XIII
- Papa Benedetto XIV
- Papa Clemente XIII
- Cardinale Enrico Benedetto Stuart
- Papa Leone XII
- Cardinale Chiarissimo Falconieri Mellini
- Cardinale Camillo Di Pietro
- Cardinale Mieczysław Halka Ledóchowski
- Cardinale Jan Maurycy Paweł Puzyna de Kosielsko
- Arcivescovo Józef Bilczewski
- Arcivescovo Bolesław Twardowski
- Arcivescovo Eugeniusz Baziak
- Papa Giovanni Paolo II
- Vescovo Ivo Baldi Gaburri